# 辻本雄一
辻本 雄一（つじもと ゆういち、1953年8月19日 - ）は、日本の経営者。日立建機社長を務めた。大阪府出身。

## 経歴・人物
1977年に大阪大学基礎工学部を経て、1979年に大阪大学大学院基礎工学研究科を卒業し、同年に日立建機に入社した。2009年に執行役員に就任し、2011年に常務を経て、2012年4月に社長に就任。2017年4月に取締役相談役に就任。